# قیروان
قیروان (به عربی: القَيرَوان) از شهرهای مهم و تاریخی کشور تونس است. این شهر مرکز استان قیروان در تونس است و نخستین شهری است که مسلمانان در سال ۶۷۰ میلادی در تونس بنا نهادند.
قیروان در میراث جهانی یونسکو به ثبت رسیده‌است.
قیروان معرب واژه پارسی کاروان می‌باشد و چون این شهر بر سر کاروان‌های زیادی بوده این لقب را به آن داده‌اند.

## پیشینه
در سال پنجاه هجری قمری اولین کاروان خراسانیان ایرانی وارد افریقیه شدند و بعدها شهر تاریخی قیروان که همان کاروان است را بنا نهادند. از آن زمان، برطبق قاموس ابن منظور قفصی تونسی، بیش از هشتصد کلمهٔ فارسی معرب در زبان عربی و لهجهٔ تونسی وارد شد که از جملهٔ آن‌ها دینار و شیرین و شیراز و دیوان و برید و مانند آن‌هاست.
منوچهری در بیتی شهر قیروان را می‌ستاید:
| سیصد هزار شهر کنی، به ز قیروان |  | سیصد هزار باغ کنی، به ز قندهار |

## شهرهای خواهر خوانده
- فاس
- تلمسان
- کوردوبا
- قاهره
- سمرقند
- تیمبوکتو
- بورسا